# Dhanugala, Virajpet
Dhanugala là một làng thuộc tehsil Virajpet, huyện Kodagu, bang Karnataka, Ấn Độ.